# Carl Jess
Carl Herman Jess (sinh ngày 16 tháng 2 năm 1884 - mất ngày 16 tháng 6 năm 1948) là trung tướng quân đội Úc. Ông đã phục vụ trong Thế chiến I và cả Thế chiến II. Ông nghỉ bệnh vào tháng 7 năm 1945 và nghỉ hưu vào ngày 1 Tháng 4 năm 1946. Ngày 16 tháng 6 năm 1948, ông qua đời ở Bệnh viện Austin và đã được hỏa táng với đầy đủ danh dự quân sự.